# Samotišky
Samotišky este un sat și comună (obec) în districtul Olomouc din regiunea Olomouc a Republicii Cehe.
Samotišky se află la aproximativ 7 kilometri nord-est de Olomouc și la 215 kilometri est de Praga.

## Legături externe
- Olomouc Regional Statistical Office: Municipalities of Olomouc District Arhivat în 25 februarie 2012, la Wayback Machine.